# Juncus remotiflorus
Juncus remotiflorus är en tågväxtart som beskrevs av Lawrence Alexander Sidney Johnson. Juncus remotiflorus ingår i släktet tåg, och familjen tågväxter. Inga underarter finns listade i Catalogue of Life.